# Elysia marcusi
Elysia marcusi is een slakkensoort uit de familie van de Plakobranchidae. De wetenschappelijke naam van de soort is voor het eerst geldig gepubliceerd in 1972 door Ev. Marcus.